# Fabula praetexta
La pretexta (en llatí fabula praetexta) és el nom utilitzat en la literatura llatina per la tragèdia d'argument romà, en oposició a la fabula cothurnata, que és la tragèdia d'argument grec, que sovint era una adaptació de les obres dels tràgics grecs com Èsquil, Sòfocles o Eurípides. El seu nom prové de la toga pretexta (que tenia una franja púrpura) que era utilitzada pels infants, els magistrats, els senadors i els sacerdots. Per tant, era una peça de roba principalment romana.

## Context històric
El teatre llatí primitiu es caracteritza per la improvisació. Trobem exemples d'això en les cançons dels fescennins o les atel·lanes que eren formes de teatre més lliures que la més elaborada fabula praetexta. Solament amb Livi Andronic tenim una forma de teatre professional, amb guions escrits i actors instruïts.
Però, aviat es va intentar crear un teatre més propi, que no depengués exclusivament del grec. Aleshores van començar a escriure sobre temes tràgics agafats de la història nacional. A causa del context de Roma, els escriptors tenien greus limitacions sobre allò que podien escriure. Això va conduir a un major èxit de la tragèdia d‘inspiració grega, en la qual l‘absència dels costums rígids del mos maiorum va deixar més lloc per als esdeveniments immorals.

## Lapraetexta

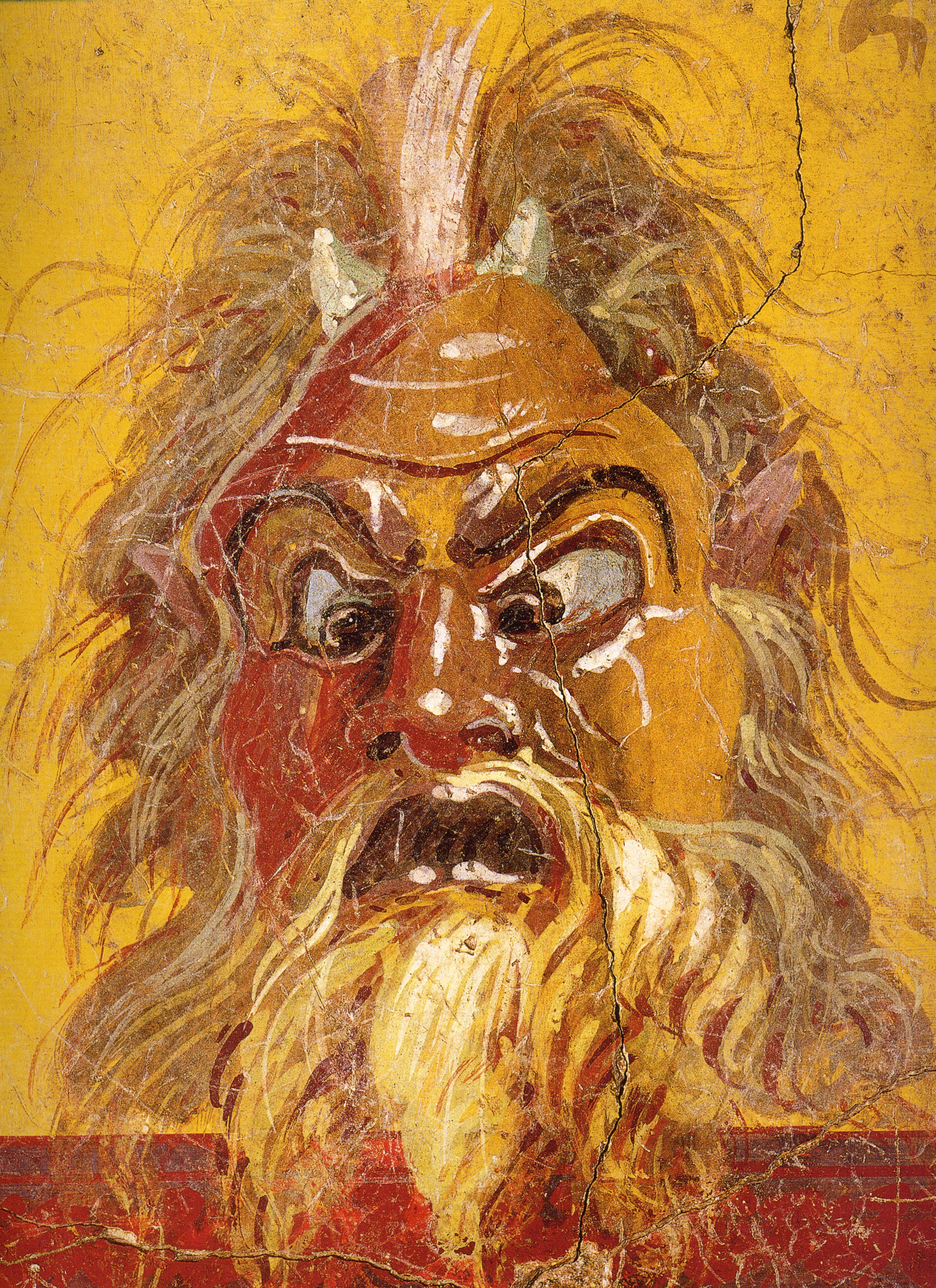
Màscara teatral, detall d'un fresc de Pompeia, que està en el museu arqueològic de Nàpols

La millor definició de la tragèdia praetexta apareix en la obra del gramàtic Diomedes:
- “(...) praetextae dicuntur, in quibus imperatorum negotia agebantur et publica et reges Romani vel duces introducuntur, personarum dignitate et sublimitate tragoediis similes (Diom. Gramm. I 489 Keil)”.[1][4][5]
- "(...) es diu de las praetextae, que és on eren tractats els afers dels magistrats, els assumptes públics i els reis romans o bé on eren presentats els generals, semblants en distinció i grandesa als personatges de la tragèdia grega. (Trad. per José E. C. Medina)

D'acord amb ella, la seva temàtica se centrava en assumptes romans que afectaven de manera general a la vida política, ja que narraven esdeveniments de destacats personatges o d'interès públic. Els personatges centrals que es representaven en escena eren, per convenció dramàtica, figures rellevants en la vida pública, com per exemple, militars o governants; com explica Diomedes, venien a ser semblants als personatges de la tragèdia grega.
La fabula pretexta, és un drama de caràcter fonamentalment històric, i és la més notable innovació del teatre tràgic romà davant el grec. En aquest, va haver-hi alguns casos de dramatització d'esdeveniments històrics que van ser propers als seus autors, com La presa de Milet, Les fenícies de Frínic, o Els perses d'Èsquil, encara que no es corresponien a la norma de la tragèdia grega, que requereix un argument provinent de la mitologia. Així doncs, ni en aquestes tragèdies, excepcionals, ni encara menys en obres com Agén ('El conductor'), un drama satíric amb tema històric per Pitó (s.IV), es troba el model inspirador del naixement de la pretexta.

## Història de la pretexta
Encara que segueixen havent-hi estudis que en discrepen, sol atribuir-se la innovació de la pretexta a Gneu Nevi, que, curiosament, també va ser el creador de l'èpica llatina de tema històric. Sembla molt interessant veure que tan sols es coneixen dos o tres drames seus pertanyents a aquest nou subgènere de la seva invenció: amb un tema mig llegendari mig històric trobem Lupus i Romulus, que tradicionalment han estat considerades dues pretextes independents, que narren la llegenda dels bessons Ròmul i Rem, centrada sobretot al voltant del primer; ara sembla tenir més força la tesi que tots dos títols corresponien a una mateixa obra sobre la fundació de Roma. Nevi va compondre Clastídium, amb un tema històric contemporani a ell, que contava la victòria dels romans, guiats per Marc Claudi Marcel, sobre els gals i el seu rei Virdumar (222 aC.) en la ciutat de Clastídium, actual Casteggio.
Malgrat l'escassetat de la producció, en l'obra del creador de la fabula praetexta s'observaven una sèrie de característiques que seran constants al llarg de tot el seu desenvolupament durant la República. En primer lloc, tal com passava en les de Nevi, la temàtica nacional de la praetexta es polaritza en dos tipus d'argument: tragèdies de títols històrico-llegendaris i tragèdies de tema històric recent. En segon lloc, els títols presenten dues formes: el nom d'un personatge d'alt interès en la vida pública, ja sigui actual o sigui mort; o el nom d'un esdeveniment destacat, marcat mitjançant un nom significatiu i fàcilment interpretable (Lupus de Nevi o Sabinae d'Enni), que de vegades consisteix en el del lloc on els romans van vèncer (Clastídium de Nevi, Ambracia d'Enni)

## Autors defabula praetexta
No és menys significatiu el fet que aquest cultiu tan ocasional que va dedicar Nevi a la seva innovació, en tan sols dues obres, marca la pauta dels seus successors. D'aquesta manera, la praetexta no va tenir més que un desenvolupament secundari, en mans dels grans tràgics, que mai van dedicar al subgènere més d'un títol o dos (Sabinae i Ambracia de Quint Enni, Paulus de Marc Pacuvi, Aeneadae sive Decius i Brutus d'Acci), a més a més també hem de comptar amb les rares aportacions d'aficionats, com la praetexta Brutus que va escriure Cassi de Parma, o una de les més extravagants que va escriure Luci Corneli Balb a Cadis, de tema autobiogràfic. Sobre la producció dels grans tràgics en el camp de la praetexta no sabem gran cosa, degut a l'escassetat de notícies sobre ella i el fet que solament ens han arribat fragments.
- Quint Enni va seguir al peu de la lletra les pautes marcades per Nevi: va compondre unes Sabinae, sobre el famós rapte de les dones sabines, esdeveniment històric i llegendari d'interès obvi en el passat de Roma; però un fragment de vers i mig que hem conservat no ha permès fer deduccions sobre la disposició de l'obra. A Ambracia sens dubte seguia el mateix model del Clastídium de Nevi: on escenificava, no sabem de quina manera, el triomf romà sobre els etolis, amb el conquesta de la ciutat d'Ambràcia per Marc Fulvi Nobílior, l'any 189 aC.[2] Enni era molt proper a aquest personatge, a qui converteix en heroi de la praetexta, encara que solament en conservem quatre versos.

- Marc Pacuvi va ser també molt pobre en el cultiu de la praetexta: tan sols conservem d'ell un títol, Paulus, amb quatre versos dispersos. És bastant probable que parlés de la figura de Luci Paul·le Emili i més concretament de la victòria de Pidna (168 aC). Per això s'ha arribat a la conclusió que l'obra va ser recomposta per Pacuvi amb vistes d'una representació durant els jocs que es van celebrar amb motiu del triomf de Paule Emili, o bé durant els jocs fúnebres en el seu honor.[1]
- Al contrari dels anteriors, Luci Acci va preferir els temes de la història passada: Aeneade sive Decius narrava la batalla dels romans contra els gals i els samnites, que va tenir lloc a Sentínum el 295 aC; dels dos cònsols que capitanejaven les tropes, Quint Favi Màxim Rul·lià i Publi Deci Mus, a jutjar pel títol de Acci va elegir el segon com heroi. Es tractava d'una figura realment atractiva i tràgica: mort en combat, no víctima dels seus enemics, sinó a causa del seu devotio o immolació voluntària a favor de la victòria romana.[1] En la praetexta Brutus dramatitzava el tema gloriós de la instauració de la República, després de l'expulsió de Tarquini el Superb; Acci va posar èmfasi en la figura de Luci Juni Brut, cosa poc casual, ja que va compondre la tragèdia en honor de Decim Juni Brut, cònsol el 138 aC., que era amic i protector seu. Ciceró ens ha conservat dos interessants fragments del Brutus d'Acci: en el primer Tarquini explica a uns endevins un somni enigmàtic; en el segon, aquells ofereixen la seva interpretació, segons la qual hi havia en el somni un presagi de la creació de la República (Cic. De div. I 44)[1]

## Conclusions
La utilització política de les pretextes, tant les de tema històrico-llegendari com les de tema històrico-cultural, està fora de discussió